# 中斯蒂克尼 (伊利諾伊州)
中斯蒂克尼（英語：Central Stickney）是位於美國伊利諾伊州庫克縣的一個非建制地區。該地的面積和人口皆未知。

## 地理
中斯蒂克尼的座標為41°41′21″N 87°44′43″W / 41.68917°N 87.74528°W，而該地的平均海拔高度為220米（即722英尺）。